# Jock Jackson
Jock Jackson il cui vero nome è Andrew Jackson, è un personaggio dei fumetti, creato da Tom DeFalco (testi) e Ron Frenz (testi e disegni), pubblicato dalla Marvel Comics. La sua prima apparizione avviene in The Mighty Thor (prima serie) n. 426 (novembre 1990), è un membro di "Codice Blu".

## Biografia del personaggio
Jock Jackson viene convocato nel gruppo speciale di polizia Codice Blu per catturare i super-criminali di New York. È un agente agilissimo, specializzato nel combattimento corpo a corpo e nelle acrobazie. Si distingue soprattutto nella lotta contro il Demolitore e i suoi scagnozzi. Insieme al gruppo Codice Blu aiuta Thor a scacciare e a sconfiggere le creature asgardiane e i criminali con super poteri.
Nelle prime battaglie aiuta Excalibur contro il Demolitore. Più avanti diviene un elemento fondamentale dopo la divisione da Thor e la nascita di Thunderstrike; combatte i troll di roccia e riesce a distrarli permettendo al resto del gruppo di organizzarsi. Nella sua ultima battaglia Jock viene aiutato ancora da Thunderstrike e anche dall'Uomo Ragno (infatti sua moglie Mary Jane Watson viene aiutata da Jock).
Scopre un magazzino dove è nascosta la terribile criminale Pandara. Jock riesce insieme agli altri supereroi e allo S.H.I.E.L.D. a sconfiggere Pandara. Nella missione successiva, di nuovo contro Pandara, Jock muore per salvare Thunderstrike da un raggio infuocato.

## Poteri e abilità
Jock Jackson è un esperto di combattimento nell'arte del karate, inoltre conosce bene la ginnastica acrobatica risultando agilissimo e in grado effettuare salti molto alti.

### Armi e equipaggiamento
Jock come tutti gli agenti di Codice Blu è dotato di: giubbotto anti proiettile, casco per il combattimento e ricetrasmittente.
Inoltre è stato equipaggiato con: granate esplosive, corde da usare nei salvataggi, vari tipi di pistole, un grosso mitragliatore e un manganello.